# Bronisław Dzikiewicz

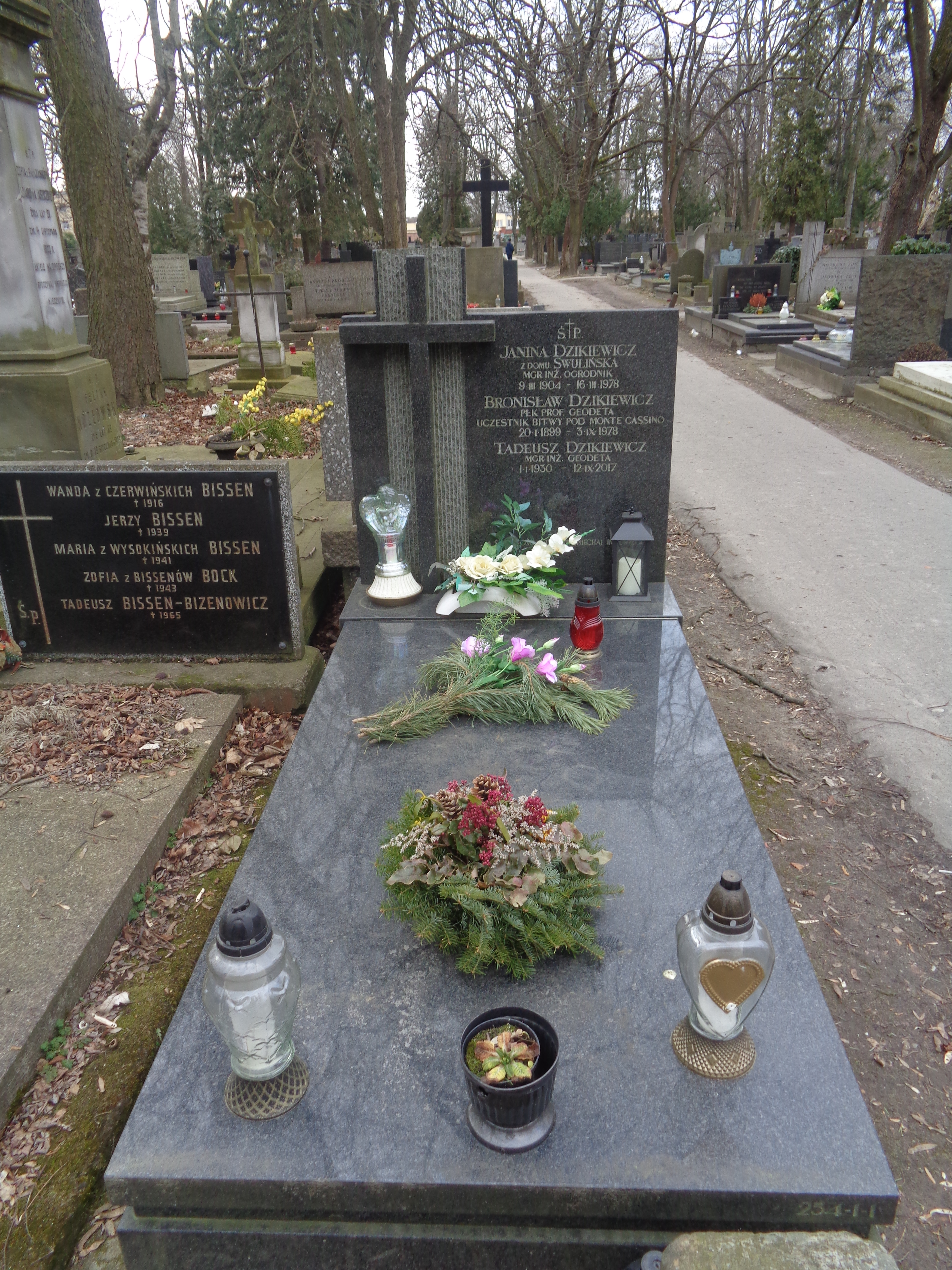
Nagrobek Bronisława Dzikiewicza na Cmentarzu Powązkowskim

Bronisław Julian Dzikiewicz (ur. 20 stycznia 1899 w Żyrardowie, zm. 3 września 1978 w Warszawie) – pułkownik Wojska Polskiego, profesor doktor habilitowany inżynier geodeta Wojskowej Akademii Technicznej w Warszawie.

## Życiorys
Urodził się 20 stycznia 1899 roku w Żyrardowie, w rodzinie nauczyciela Władysława (ur. 1862) i Elżbiety z Andersów (ur. 1861). Był bratem Wacławy (ur. 1888), Zbigniewa Michała (1890–1891), Mieczysławy Jadwigi (1892–1903), Bolesława Wincentego (ur. 1894), Władysławy Kazimiery (ur. 1901), Marianny (1903–1903). Przed I wojną światową przebywał i uczył się w Żyrardowie. Po wybuchu wojny ewakuowany do Doniecka, gdzie ukończył Szkołę Handlową. Pod koniec 1918 roku wrócił do kraju i został powołany do Wojska Polskiego. Od 20 listopada 1918 roku do 14 czerwca 1919 roku był uczniem klasy „G” (klasa 10.) Szkoły Podchorążych Piechoty, którą ukończył w listopadzie 1919 roku i otrzymał stopień podporucznika. W roku 1920 jako dowódca plutonu 106 pułku piechoty walczył w wojnie polsko-bolszewickiej w rejonie Lwowa.13 marca 1921 roku został przeniesiony z Centralnej Szkoły Podoficerów Piechoty Nr 1 w Chełmnie do Wielkopolskiej Szkoły Podchorążych Piechoty w Bydgoszczy na stanowisko instruktora. 1 czerwca 1921 roku nadal pełnił służbę w Wielkopolskiej Szkole Podchorążych Piechoty, a jego oddziałem macierzystym był 31 pułk Strzelców Kaniowskich. 3 maja 1922 roku został zweryfikowany w stopniu podporucznika ze starszeństwem z dniem 1 lipca 1919 roku i 706. lokatą w korpusie oficerów piechoty, a jego oddziałem macierzystym był nadal 31 pułk Strzelców Kaniowskich. 12 lutego 1923 roku Prezydent RP Stanisław Wojciechowski awansował go z dniem 1 stycznia 1923 roku na porucznika ze starszeństwem z dniem 1 kwietnia 1921 roku i 22. lokatą w korpusie oficerów piechoty. Pełnił wówczas służbę w 45 pułku piechoty Strzelców Kresowych w Równem. 8 listopada 1923 roku został odkomenderowany z 45 pp na dwuletni kurs do Oficerskiej Szkoły Topografów w Warszawie. W 1925 roku, po ukończeniu kursu, został przydzielony do Wojskowego Instytutu Geograficznego w Warszawie. 27 czerwca 1935 roku został awansowany na kapitana ze starszeństwem z dniem 1 stycznia 1935 roku i 7. lokatą w korpusie oficerów geografów. W tym samym roku ukończył studia na Wydziale Inżynierii Politechniki Warszawskiej i uzyskał dyplom inżyniera geodety. Do roku 1939 zajmował się pomiarami i obliczeniami sieci triangulacyjnych na terenie całego kraju.
14 września 1939 został przydzielony do oddziału służby geograficznej przy Dowództwie Grupy Obrony Lwowa na stanowisko kierownika działu kartograficznego. Po kapitulacji załogi Lwowa został internowany w ZSRR, gdzie pracował w obozie pracy w miasteczku Tajga. Po zwolnieniu 27 maja 1942 roku wstąpił do Polskich Sił Zbrojnych, ewakuując się wraz z nimi do przez Iran, Irak i Palestynę. Służył w 12 kompanii geograficznej 2 Korpusu, gdzie m.in. prowadził kursy z tematyki geodezji i geodezji wyższej. We Włoszech był dowódcą oddziałów pomiarowych służby geodezyjnej 2 Korpusu Polskiego. Brał m.in. udział w bitwie o Monte Cassino oraz wyzwalaniu Bolonii. Do jego zadań należały głównie pomiary sieci triangulacyjnej i obliczanie współrzędnych dla artylerii.
Po wojnie przebywał do 1947 roku w Anglii, następnie, po powrocie do Polski, zamieszkał w Milanówku i podjął pracę w WIG jako kierownik Wydziału Geodezyjnego Wojskowej Służby Topograficznej. W 1949 roku rozpoczął wykłady z astronomii i geodezji wyższej w Oficerskiej Szkole Topografów. W 1953 roku został starszym wykładowcą na Fakultecie Wojsk Inżynieryjnych, później kierownikiem Zakładu Geodezji na Wojskowej Akademii Technicznej w Warszawie. W 1957 brał udział w tworzeniu Katedry Geodezji i Topografii, którą kierował aż do 1969 roku, pracując jednocześnie na pół etatu na Politechnice Warszawskiej.
W 1962 roku został mianowany profesorem nadzwyczajnym oraz prodziekanem Wydziału Inżynierii Wojskowej i Geodezji. W latach 60. uruchomił i kierował stacją obserwacji sztucznych satelitów Ziemi SSZ nr 1159 na WAT. Od wczesnych lat 40. pisał skrypty i podręczniki z zagadnień geodezji, geodezji wyższej i topografii. W latach 1952–1978 był zastępcą redaktora naczelnego kwartalnika „Geodezja i Kartografia”.
Zmarł 3 września 1978 roku w Warszawie. Pochowany na cmentarzu Powązkowskim (kwatera 254-1-1).

## Ordery i odznaczenia[17]
- Krzyż Kawalerski Orderu Odrodzenia Polski (1968)
- Krzyż Walecznych (1945)
- Złoty Krzyż Zasługi z Mieczami (1946)
- Złoty Krzyż Zasługi (1957)
- Srebrny Krzyż Zasługi z Mieczami (1944)
- Srebrny Krzyż Zasługi (22 maja 1939)[18]
- Krzyż Pamiątkowy Monte Cassino
- Medal Zwycięstwa i Wolności 1945 (1960)
- Złoty Medal „Siły Zbrojne w Służbie Ojczyzny”
- Srebrny Medal „Siły Zbrojne w Służbie Ojczyzny”
- Brązowy Medal „Siły Zbrojne w Służbie Ojczyzny”
- Medal 10-lecia Polski Ludowej (22 lipca 1955)[19]
- Srebrny Medal „Za zasługi dla obronności kraju”
- Srebrny Medal za Długoletnią Służbę (1938)
- Brązowy Medal za Długoletnią Służbę (1938)
- Złota Odznaka „Za zasługi w dziedzinie geodezji i kartografii”
- Gwiazda za Wojnę 1939–1945 (Wielka Brytania)
- Gwiazda Italii (Wielka Brytania)